# Habranthus bagnoldianus
Habranthus bagnoldianus é uma espécie de planta do gênero Habranthus.